# Olabisi Afolabi
Olabisi Afolabi (ur. 31 października 1975 w Ilorin) – nigeryjska lekkoatletka, sprinterka. Medalistka olimpijska z Atlanty i olimpijka z Sydney.

## Sukcesy
- złoty medal mistrzostw świata juniorów (Bieg na 400 m Lizbona 1994)
- złoto w biegu na 400 metrów podczas uniwersjady w 1995
- 2 medale Igrzysk afrykańskich w konkurencjach indywidualnych (bieg na 400 m, Harare 1995 - brąz i Johannesburg 1999 - srebro)
- srebrny medal Igrzysk olimpijskich (sztafeta 4 x 400 m Atlanta 1996) osiągnięty w finale czas (3:21.04) jest aktualnym rekordem Afryki

## Rekordy życiowe
- bieg na 400 metrów - 50,30 (2000)